# Anton Rom
Anton Rom   (Würzburg, 10 de març de 1909 - Würzburg, 30 de desembre de 1994) fou un remer alemany que va competir durant la dècada de 1930.
El 1936 va prendre part en els Jocs Olímpics de Berlín, on guanyà la medalla d'or en la prova del quatre sense timoner del programa de rem. Formà equip amb Rudolf Eckstein, Martin Karl i Wilhelm Menne.
En el seu palmarès també destaquen dues medalles d'or al Campionat d'Europa de rem, una en el quatre sense timoner de 1934, i una altra en el quatre amb timoner de 1935.